# Callús
Callús är en kommun i Spanien.   Den ligger i provinsen Província de Barcelona och regionen Katalonien, i den östra delen av landet, 500 km öster om huvudstaden Madrid. Antalet invånare är 1 909. Arean är 12,5 kvadratkilometer. Callús gränsar till Súria, Castellnou de Bages, Santpedor, Sant Joan de Vilatorrada och Sant Mateu de Bages. 
Terrängen i Callús är huvudsakligen platt, men västerut är den kuperad.